# Torcy-le-Grand, Aube

Torcy-le-Grand este o comună în departamentul Aube din nord-estul Franței. În 1 ianuarie 2022 avea o populație de 441 de locuitori.